# Almanaque do Pensamento
O Almanaque do Pensamento é um almanaque popular brasileiro. 

## História

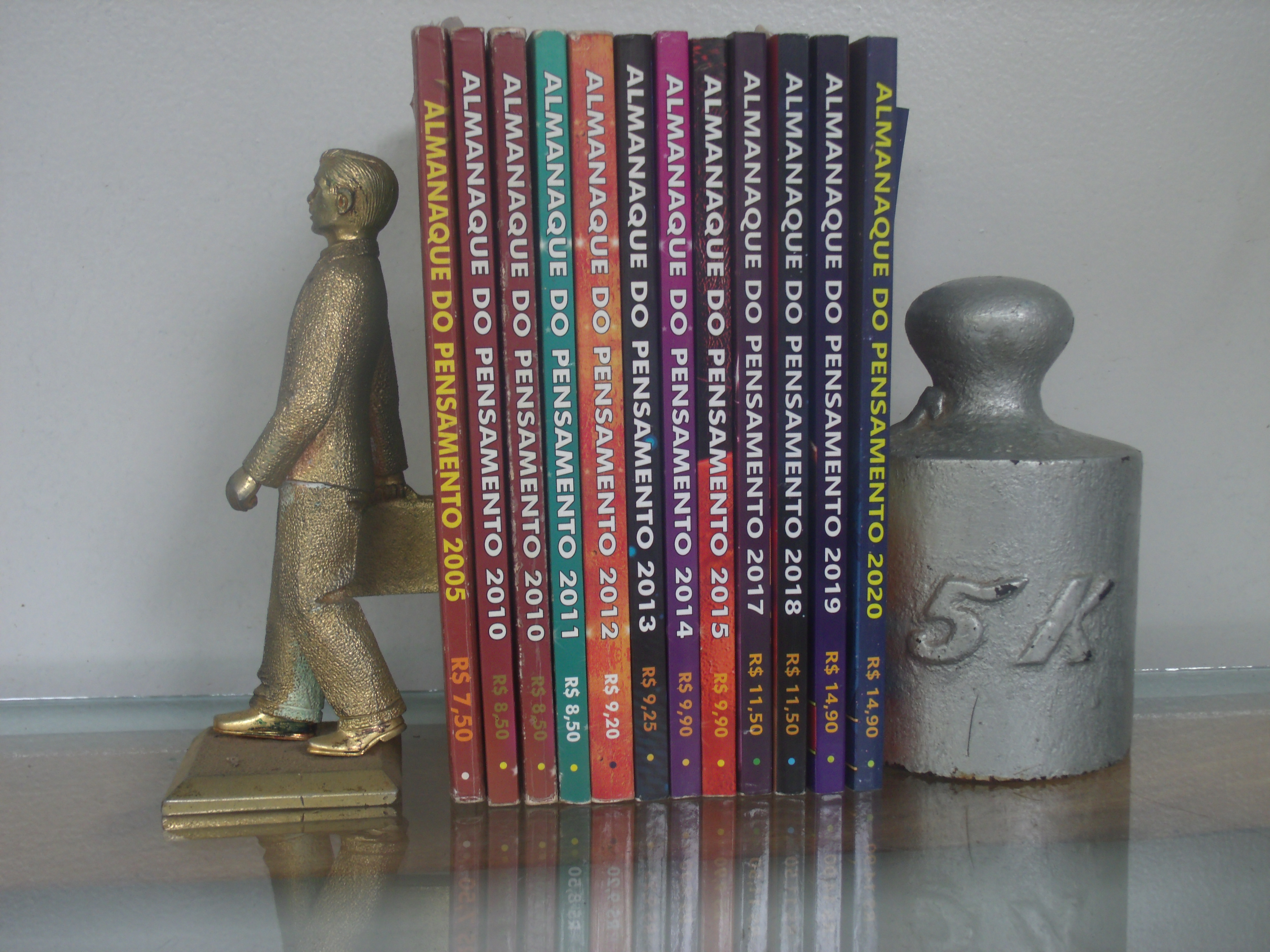
Exemplares do periódico.

O periódico é editado anualmente desde 1912. O conteúdo deste almanaque geralmente é sobre: horóscopo, literaturas, guia astral, previsões astrológicas, horóscopo chinês, efemérides, os santos do dia, receitas culinárias vegetarianas, previsões segundo a numerologia, cotidiano, previsão do tempo, agricultura e pecuária.